# トップ・ギア
『トップ・ギア（英語: Top Gear）』は、1977年から現在までイギリスBBCで放映されている自動車番組。イギリス以外にも日本を含む各国で放送されている。

## 歴史

### 1977年から2001年まで
以下の英語版の項目も参照
- 旧シリーズの項目
- 旧シリーズのエピソード一覧

1977年に放送がスタートした長寿番組である。もともとは単なる自動車情報番組に過ぎなかったが、1988年放送の第20シリーズからジェレミー・クラークソンが番組の司会に就任して以降、国民的な人気を得た。
1998年放送の第40シリーズを最後に、ジェレミーが番組を降板してからは人気が下火となり、2001年には番組が一旦終了してしまう。番組の出演者であったティフ・ニーデルなどは民放局「チャンネル5」の『フィフス・ギア』へ移ってしまう。しかし翌2002年にはジェレミーが再び番組を立ち上げ、新たなスタートを切ることとなった。

### 2002年から2015年まで
放送は毎週日曜日の午後8時（GMT/BST、変更あり）からの1時間。1つのシリーズは6回〜10回ほどの連続放送で構成されており、1つのシリーズの放送終了後は次シリーズの放送まで数か月を要し、この間に次シリーズの収録を行っている。
主な内容は新車情報に加え、番組独自のコースでさまざまな（スポーツカーに限らない）車のラップタイムを比較するコーナーや自動車を使った実験のコーナー、イギリスの著名人などに番組のコースで同じ車を使ってタイムを競ってもらうコーナーなどがある。
歯に衣着せぬレビューが特徴で、低価格車であろうと高級車であろうと良い点・悪い点両面について率直にコメントする。あまりにも出来の悪い車については徹底的にコキおろし「買う価値がない」、「何を考えてこんな車を作ったのか」、「こんな車を買うよりは中古の××を買うべきだ」などとレビューすることもある。
実験のコーナーは「実験」とはいえ、かなり激しい内容となっている。公共交通機関とフェラーリ・612スカリエッティとでスイスのスキーリゾート地までどちらが早く着けるかといった競走や、ヘニング・ソルベルグがドライブする三菱ランサーWRCとボブスレーの競走、シトロエン・C1とリチャード・ハモンドを冷凍庫に入れ、どちらがより低温に耐えられるかという耐久戦、様々な自動車の「実際の安全性」を検証するために、番組専属のドライバーが実際に乗った状態で時速約30マイル（時速約48キロメートル）でぶつけたりする実験等を行ったりした。

自動車に限らず様々な人種、宗教、職業に関して、差別的と捉えられかねない非常に過激な発言が多く、時にはその方針が原因でメキシコ大使館から抗議が来たこともあるまた、人気の要因となっているこの毒舌レビューが不正な撮影条件に対し訴訟になった例が発生した。テスラ・ロードスターのレビューに関連して、テスラ・モーターズが「視聴者に誤った情報を与えた」として、BBCを訴えるという事態にまで発展した。また日産自動車からも同様に、日産・リーフの電気自動車ネタでクレームが来ている。
時には番組の内容が行き過ぎることもあり、視聴者から借り受けたジャガー・Cタイプを撮影に使用した際、遠慮なく乗り回した結果車軸を曲げ、クラッチを破壊した状態でそのまま返却し、オーナーを怒らせてしまったこともある。また、あまりにもひどいデザインの車や安価だが低品質な車の出来を検証した際には「このクルマの乗り方は一つだけ。覆面をかぶって乗ることだ。じゃないとこんなのを買った事が近所に知れて恥ずかしいからね。」などと酷評し、覆面代わりの紙袋を被ってレビューする。そのような車とされる日産・マイクラC+Cなどは街中でのレビュー中に路肩に乗り捨てられた。
特にトヨタ自動車（レクサス含む）は、幾度となく『退屈』とこき下ろされている。例としてレクサス・SC(Z40)に対して「最も醜いデザイン」と言われた上、「世界史上最悪のワーストカー」とされてしまった。またIS Fは「糊バケツ」と酷評している。上記LFAのリチャードによるインプレでも炸裂している他、ブランドに対してもかなりきつくこき下ろされている。
世界戦略車のカローラも、没個性なスタイリングを理由に過激な表現の餌食となった。さらにプリウスには、事あるごとにボロクソに貶しており、「忌々しいエコボックス」と言ったり、玄米や肝油に例えて「つまらない」と言ったりするなどと手厳しい。初代型は50口径機関銃で射撃の的にして、文字通り蜂の巣にしてしまい、2代目は（プリウスのスリップストリームを利用する条件の）BMW M3との燃費対決で負かして酷評している。
2006年9月20日、ノース・ヨークシャー州の空港滑走路での同番組の収録中、リチャードが約480km/hという英国内の陸上走行速度記録更新のため、ジェットエンジンを搭載した改造車を運転中、右前輪が破裂しコースアウト後に横転するという事故を起こした。運転していたリチャードは一時重体に陥り、番組もしばらく放送が休止となったり、BBCニュースの速報でも報じられるなど英国内で話題となった。
2007年1月末に番組が再開し、リチャードは復帰した。番組終盤では事故の映像が公開され、リチャード自ら瞬間を解説している。番組中、リチャードは世界中から寄せられた見舞いのメッセージとレスキュー隊、病院関係者へテレビを通じて感謝の言葉を述べた。
番組外でも「TopGear Live」と称した興行を催しており、カースタントショーなどのイベントが行われていた。

### 不祥事と司会者総入れ替え
2014年3月放送のビルマ特集でのジェレミーの発言がアジア人を侮蔑した人種差別的発言であるとして、インド出身の女優ソミ・グハが人種差別問題で有名な弁護団（イコールジャスティス）を代理人としてBBCに対して訴訟を起こした。同年4月、チーフプロデューサーのアンディ・ウィルマンが、人種差別的な発言について謝罪した。
2014年5月、前年2月に放映されたシーズン19第3回の未公開映像がリークされ、ジェレミーが2台の自動車のどちらかを選ぶ際に唱えていた数え歌「Eeny, meeny, miny, moe」の歌詞を、今では使われない差別的な歌詞の方で歌っていたとする記事が報道された。これについて、ジェレミーは「（リークされた）3つのテイクのうち、2回目は該当部分を（聞こえないように）口ごもってつぶやいていて、3回目は"teacher"と完全に置き換えて言っているが、1回目のテイクは後になって聞くと確かに言っているかもしれないように聞こえる」と認め、この部分が実際に放送されないように力の及ぶ限り努力したとして謝罪した。
この2014年の人種差別的な問題発言により起こった2つの事件で、BBCはジェレミーの番組での言動に懸念を抱くようになり、ジェレミーに対して「最後通告」を発することになった。
2014年10月、パタゴニア特集の撮影終盤に、ジェレミーの車にフォークランド紛争(1982年)を連想させる「H982 FKL」のナンバープレートが付けられていることがアルゼンチン国内で報道され批判を巻き起こす。それに伴い暴徒化したアルゼンチン退役軍人の集団に襲撃され、撮影隊は収録許可取り消し・国外退去を余儀なくされる深刻なトラブルに発展した。その後駐英アルゼンチン大使がこの件についてBBCに正式抗議する事態になったが、最終的にBBCは「問題になったナンバープレートについては偶然であり、意図的なものではなかった」として謝罪を拒否した。暴徒に襲われるシーンは2014年12月放送の番組内でそのまま放送された。
2015年に入り、ジェレミーが同番組のプロデューサーの一人であるオイソン・タイモンに対し暴力を振るった事件が表面化。またそれ以前から、度々ジェレミーの舌禍騒動が問題となっており、2015年3月10日に番組（残り3エピソード）の放映中止とジェレミーの一時降板が発表され、3月25日にジェレミーの番組降板が決定した。それに引き続いて、リチャード・ハモンド、ジェームズ・メイの二人もBBCから契約を解除され降板した。さらに同年4月には、チーフプロデューサーのアンディ・ウィルマンもBBCを退職している。これに伴い、従来『TopGear Live』の名称で開催されていたライブイベントは『Clarkson, Hammond & May Live』と名称を変更して行われる。
収録済みながら未放送だったロケ企画については、同年6月28日に75分のスペシャルとして放送されたが、同放送ではスタジオに観客を入れず、ジェームズとリチャードの2人で番組を進行。エンディングテーマも放送されないという異例の形となった。
なおジェレミーら旧司会者陣は、2015年7月にAmazon.comと契約し、プライム会員向けの新しい番組(後に『The Grand Tour』と発表される)を制作・配信する事を発表した。契約は2016年から3シーズン分で、ウィルマンのプロデューサーでの起用も決定している。

### 2016年以降
BBCでは、司会者を一新した形で2016年よりシリーズを再開する方針を明らかにしている。2015年6月には、新司会者としてイギリスで人気の高いクリス・エヴァンスを起用することが発表された。エヴァンス以外の司会者についてはオーディションで選ぶとされ、最終的に2016年2月、マット・ルブランク、エディ・ジョーダン、サビーネ・シュミッツらの加入が発表された。またスピンオフとして、新たに『Extra Gear』がBBC3で30分番組として放送され、こちらはロリー・リードとクリス・ハリスの2人がホストを務める。
2016年5月29日より新シリーズがスタートしたが、評判は芳しく無く、英国内のブックメーカーでは早速「番組自体の打ち切り」「エヴァンスの降板」といった賭けが始まるほど。実際エヴァンスとルブランクの仲も険悪になっていたと伝えられている。結局シリーズ最終回（7月3日）の放送終了後、エヴァンスがわずか1シリーズで番組を降板する意向を明らかにした。
2017年3月より放送された第24シリーズでは、クリス・ハリスとロリー・リードがレギュラーに昇格。ルブランクとトリオを組み、第22シリーズ以前に近い番組スタイルに戻された（サビーネ・シュミッツとエディー・ジョーダンは準レギュラーとなった）。この形が第26シリーズ（2019年2 - 3月に放送）まで続けられたが、同シリーズを最後にルブランクが降板し、さらにロリー・リードも準レギュラーに降格することになった。その第27シリーズ（2019年6 - 7月に放送）ではコメディアンのパディ・マクギネス、クリケット選手のフレディ・フリントフが新たにレギュラーに加わり、残留となるクリス・ハリスとのトリオで司会を務める。

### 再度の放送休止
2022年12月、当時制作中だった第34シリーズのTopGearテストトラックでのロケ収録中に、フリントフがクラッシュし病院に運ばれる事故が発生。フリントフの命に別状はなかったものの、BBCは翌2023年3月に第34シリーズの制作を延期することを発表した。その後フリントフとBBCとの間で訴訟が提起されるが、10月にBBCがフリントフに約900万ポンドを支払うことで和解。11月にはBBCが再度、番組の制作を当面休止する方針を発表した。なおイギリス国外のスピンオフ番組や各種ライセンス事業は従来どおり継続する。
ただ、2024年9月に元プロデューサーのアンディ・ウィルマンが「BBCはもはや自動車番組を制作する気が無いようだ」と指摘しており、制作再開の可能性は低いものと見られている。

## 出演者
- クリス・ハリス（英語版）（Series 24 - ）
- パディ・マクギネス（英語版）（Series 27 - ）
- フレディ・フリントフ（英語版）（Series 27 - ）
- ザ・スティグ -番組専属の覆面レーシングドライバーで、番組内の「備品」。

### 過去
- ジェレミー・クラークソン（Series 1 - 22）
- リチャード・ハモンド（Series 1 - 22） - 愛称はハムスター（2人に比べて相対的に小さいため）。
- ジェームズ・メイ（Series 2 - 22） - 当初は裏方だったがSeries 2からジェイソン・ドウに代わり司会として出演し、定着。
- Top Gear Dog　- メスの犬。通称TG。Series8・Episode01で「番組のマンネリ化を避けたい」という理由で初登場したが、常に寝ている・車酔いしやすいといったことからか、以後たまにしか出演しない。[44]ラブラドールとプードルの交配種のため、プリウス（雑種＝ハイブリッドと引っ掛けた）と名付けようとしたが、「燃費」が思いのほか悪いためにこの名前になった。2017年1月に死去。
- クリス・エヴァンス（英語版）（Series 23）
- マット・ルブランク（Series 23 - 26）
- エディ・ジョーダン（Series 23 - ?）
- サビーネ・シュミッツ（Series 23 - ?）
- ロリー・リード（英語版）（Series 24 - 26）

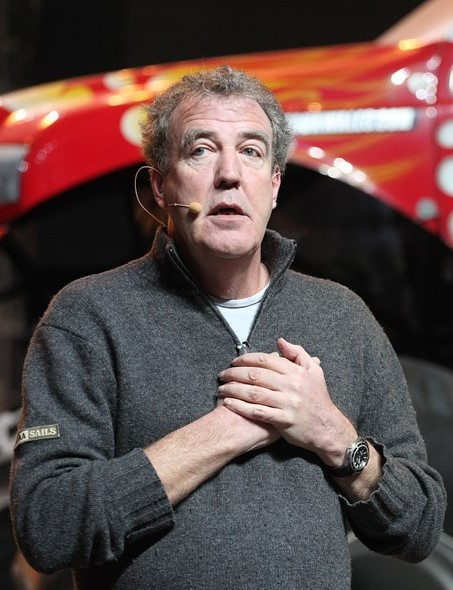
ジェレミー・クラークソン
リチャード・ハモンド
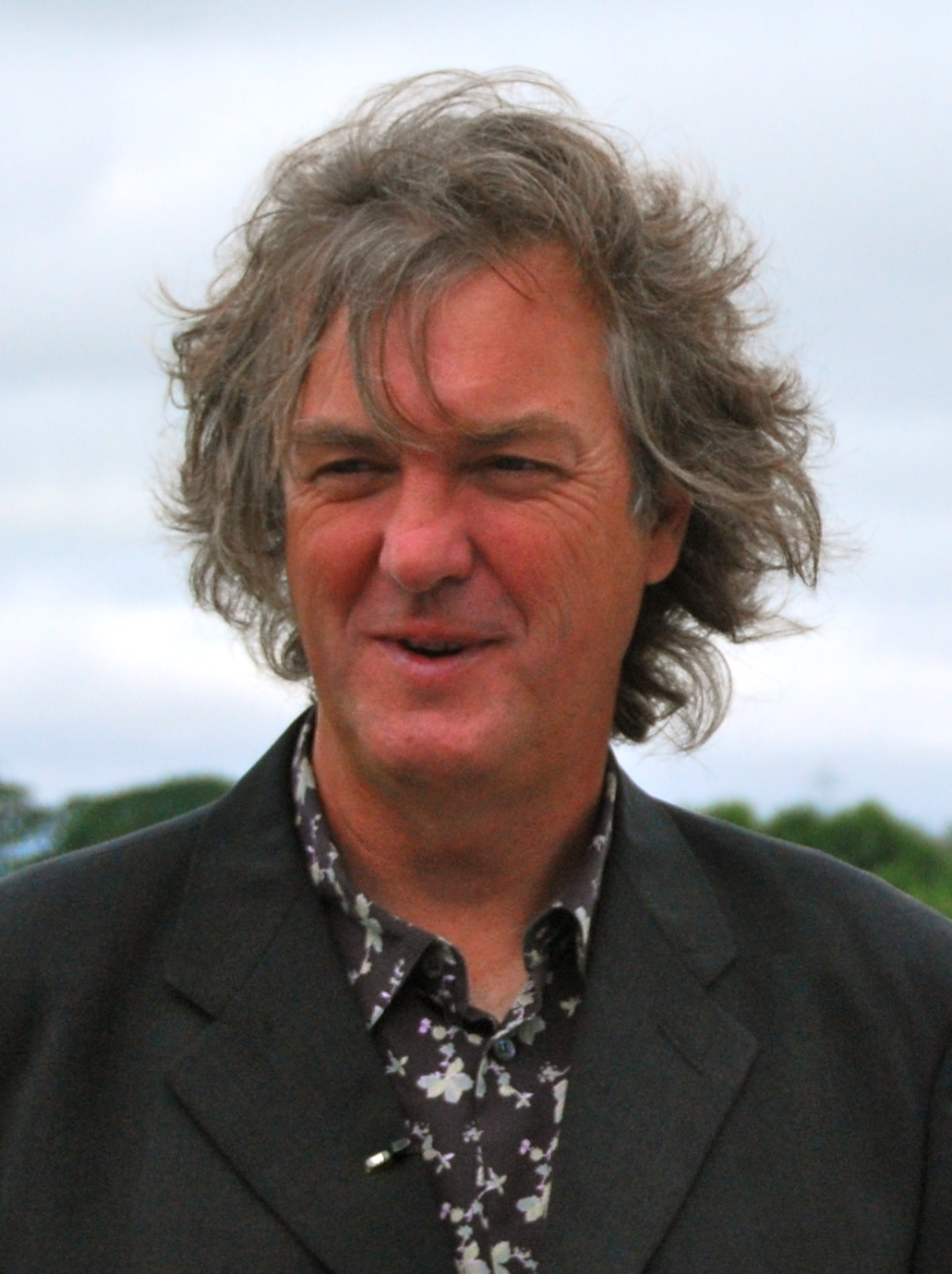
ジェームズ・メイ

## 企画
以下は2015年までのもの。

### How hard can it be?
プレゼンター3人が、車を使った様々な挑戦を行う恒例の企画。
直訳すると「どれくらい難しいだろう?」「そんなの簡単だろ?」。コーナーが開始される時、プレゼンターは必ずこの文句を視聴者や観衆に問いかける（ジェレミー以外の場合もあり、ジェレミーがこの文句を言うと、リチャードが「Don't say that!!（それを言うな!!）」と返すことがある）。このセリフがでると大方はロクでもない結果になる（例、小型車のレビュー中、乗り遅れたフェリーに飛び乗ろうとしてフェリー乗り場から車とゲストもろとも落下）。
チャレンジ系のコーナーで、3人が車に関わるさまざまな物事を身体を張って挑戦・検証を行う。「世の中には○○がなぜないのか?→それなら自分で作ってしまえばよいのでは?」「○○をより良く（速く）できないのか?」という問題提起で開始される企画だが、爆笑の結末が待っていることがしばしば。周囲に迷惑をかけることも多い。
「水陸両用車制作」「電気自動車制作」「職業体験シリーズ」「メルセデス・ベンツSクラスインテリア改造」は、この企画に属する。その他、「道路工事を24時間で終わらせろ」「リライアント・ロビン」をスペースシャトルに改造して宇宙へ送れ」「フォルクスワーゲン・シロッコのCM制作」などがある。

### 激安シリーズ

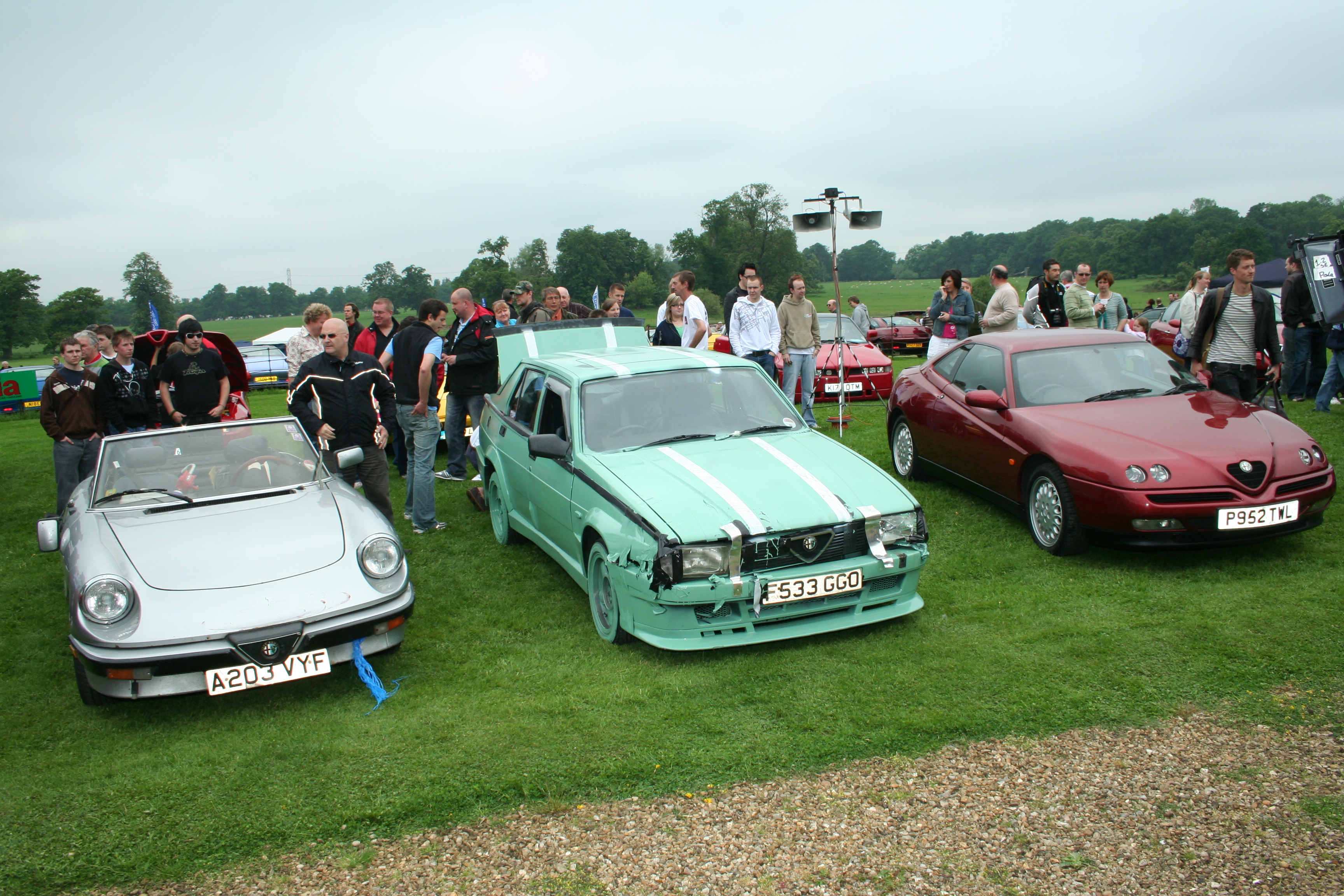
激安チャレンジの一例。Series11 Episode3で3人が購入したアルファロメオ。

ある種のテーマの元（例えば、ポルシェやアルファロメオの車を買う）に一定の予算内で3人がおのおの車を購入。プロデューサーからの指令で様々なチャレンジをこなしてポイントを競い合うというもの。爆笑する結果になることが多い。
ベトナムスペシャルやボリビアスペシャル、アフリカスペシャルなど、海外スペシャルでは激安シリーズの延長で企画がスタートすることが多い。その他「ブリティッシュ・レイランド製ガラクタチャレンジ」「中古FR車対決 in フランス」「中古車改造ポリスカー制作チャレンジ」などがある。
価格が安いので当然品質も値段相応の車での勝負ということになり、車がトラブルに見舞われることもしばしば。故障によりチャレンジ続行不可能になることに備え、番組側が「代車」を用意していることもある。ただしその「代車」は3人の嫌いな車であることがお約束（いわゆる罰ゲーム）。

### The Cool Wall
ジェレミーとリチャードが自動車の格好良さを「Seriously Uncool（最悪）」、「Uncool（格好悪い）」、「Cool（格好いい）」、「Sub Zero（"氷点下"の意。最高の評価）」の4段階で評価し、“The Cool Wall”と名付けられたボードの適当な位置に写真を貼っていく。最低評価の“Seriously Uncool”以下と判断された車はボードに貼られず、周囲の観客の後方に設置された番組セットに貼り付けられたり、床に写真を捨てられたり、破られることもある。中にはアイルランドの観客に写真を渡したりすることもある（"Seriously Uncool"の位置の方角が西側。つまりボードの西側がアイルランドにあるから）。
車の評価はジェレミーとリチャードのそれぞれの独断と偏見で判断されるが、“司会の3人が所持している車はSeriously Uncool”、“スーパーカーとアルファロメオの車はほぼCool”へ、“料理人（主にジェイミー・オリヴァーなどのセレブ的な人物）とサッカー選手（主にイングランド・プレミアリーグの選手）が乗っている車はUncool”などの原則があり、また時には観衆の意見も取り入れられる。評価は恒久的なものではなく、車のモデルチェンジや社会の動向、ジェレミーらの個人的な感情などで評価が変わることもある。なお、ジェレミーお気に入りのアストンマーティン用として保管庫的な「DB9セクション」と呼ばれる特設BOXが用意され、ときおり登場する（Series4・Episode1より）。評価に納得いかないジェレミーがチェーンソーを持ち出し、無理矢理写真を除去してしまったこともある。
このコーナーでは観客との距離が非常に近いため、観客が所有している車や服装などをネタにしたトークを交えることもある。
ジェームズが参加することは少ないが、観客に紛れ込んでいることもある。
なお、このコーナーはiPhone・iPod touch向けクイズアプリケーションとしてBBCが公式に配信しているが、日本語のiTunes Storeでは配信していないので注意が必要。

### Star in a Reasonably Priced Car
有名人が「お値打ち車」の運転でテストトラック1周のタイムを競う恒例企画。別名「SIARPC」「Celebrity Laps」「有名人レース」。タイムアタック用の車は以下のように変遷している。
- 第1シーズン〜第7シーズン：スズキ・リアナ
- 第8シーズン〜第14シーズン：シボレー・ラセッティ
- 第15シーズン〜第19シーズン：キア・シード
- 第20シーズン〜第22シーズン：ボクスホール・アストラ

参加者はスポーツ選手・歌手・俳優・コメディアン・政治家まで幅広く、タイムアタックの映像が披露される前にジェレミーとの数分間のトークが組まれる。過去にはイギリスの人気バンド・ジャミロクワイのジェイ・ケイ、スヌーカー世界チャンピオンのロニー・オサリバン、サッカー選手のイアン・ライトなどの他、当時の運輸大臣であったスティーブン・レディーマン (w:en:Stephen Ladyman)や、ロンドン市長に当選したばかりのボリス・ジョンソンなど、政治関係者も登場している。また、キャメロン・ディアスとトム・クルーズが一緒にゲスト出演したこともあった。
タイムアタックにはしばしばF1ドライバーも挑戦する（第20シリーズ終了時点でF1経験者以外のレーシングドライバーが挑戦した例はなぜかない）。レーシングドライバーという専門職であるため専用のリーダーボードが用意され、タイムアタック用の車にはリアナが継続して使用された。
第23シーズンではコーナー名が「Stars in a Rallycross Car」と改められ、使用する車両もラリークロス仕様のミニ・クーパーに変更されたほか、ゲスト2名が同時に走行して対決するスタイルとなったが、この変更は視聴者に不評で、第24シーズンでは「Star in a Reasonably Fast Car」として第22シーズンまでの単独タイムアタック形式に戻され、車両もトヨタ・GT86が使われるようになった。
- 第1〜第7シーズン[52]
  - 1位: エレン・マッカーサー (w:en:Ellen MacArthur)- 1分46秒7
  - 2位: ジミー・カー (w:en:Jimmy Carr) - 1分46秒9
  - 3位: サイモン・コーウェル - 1分47秒0
  - 4位: ロニー・オサリバン - 1分47秒3
  - 5位: イアン・ライト - 1分47秒8

- 第8シーズン〜第14シーズン[53]
  - 1位: ジェイ・ケイ（ジャミロクワイ）- 1分45秒8
  - 2位タイ: ブライアン・ジョンソン- 1分45秒9
  - 2位タイ:ケビン・マククラウド (w:en:Kevin McCloud)- 1分45秒9
  - 2位タイ:サイモン・コーウェル - 1分45秒9
  - 5位: ジェニファー・サウンダース (w:en:Jennifer Saunders) - 1分46秒1

- 第15シーズン〜第19シーズン[54]
  - 1位: マット・ルブランク - 1分42秒1
  - 2位: ローワン・アトキンソン - 1分42秒2
  - 3位: ジョン・ビショップ (w:en:John Bishop (comedian)) - 1分42秒8
  - 4位: ロス・ノーブル (w:en:Ross Noble) - 1分43秒5
  - 5位: トム・クルーズ - 1分44秒2

- 第20シーズン〜第22シーズン[55]
  - 1位: オリー・マーズ - 1分44秒6
  - 2位: ニコラス・ホルト - 1分44秒7
  - 2位: アーロン・ポール - 1分44秒7
  - 3位: ブライアン・ジョンソン - 1分45秒1
  - 4位: ジミー・カー - 1分45秒6
  - 5位: ヒュー・ジャックマン - 1分46秒1

- F1ドライバーによるアタック[56]
  - 1位: ダニエル・リカルド - 1分42秒2
  - 2位: ルイス・ハミルトン - 1分42秒9
  - 3位: マーク・ウェバー - 1分43秒1
  - 4位: セバスチャン・ベッテル - 1分44秒0
  - 5位: ルーベンス・バリチェロ - 1分44秒3
  - 参考記録: The Stig（2代目）- 1分44秒4、The Stig（初代）- 1分46秒0

### TopGearアワード
その年最後に放送されたシーズンの最後の放送で行われる。その年1年間の放送中、起きた出来事に対し賞を与える。
必ず行われる賞は「最速のゲスト」、「その年取り上げた車で最高の車」。
2007年度の受賞（Series 10 Episode 10）
- 生涯功労賞：交通整理員
- 最も醜い車：ミニ・クラブマン
- 最低の車： Reva・G-Wiz
- 最悪の服装：Series 10 Episode 7における、ドライスーツを着たジェレミー
- ベスト・ノイズ：アフリカスペシャルにおけるリチャードの「オリバー!!」の叫び声
- 最速のゲスト：サイモン・コーウェル
- Car of The Year 2007：フォード・モンデオとスバル・レガシィ アウトバックのどちらか

2008年の受賞（Series 12 Episode 7）
- ベスト・ノイズ：ウィル・ヤングのニューシングル
- ジョン・サージェント賞:ジェイ・ケイ
- 最速のゲスト：ジェイ・ケイ
- 運転に関する部位への最も深刻な怪我：マックス・モズレーの尻
- 収録中に発した恥ずかしい口説き文句：Series 12 Episode 2におけるジェレミーのウィル・ヤングとの語らい
- フェラーリに乗れなくなった銀行家が後釜に買うといい車大賞：ダチア・サンデロ
- 氷に乗ったホッキョクグマを利用してレンジローバーを買うなと訴えた大賞：受賞者無し
- ホッキョクグマによるエアギター大賞：バフィン島のジェフ
- もっともダサい車：モーガン
- 英国モータースポーツ界最悪の髪型：ルーク・ハインズの髪型
- Car of the Year 2008：ケーターハム・R500

2009年の受賞（Series 14 Episode 7）
- 最高のケガ：Series 13 Episode 4の非公開映像で、ポルシェ・パナメーラ車内に取り付けられたカメラに頭をぶつけたジェームズとリチャード
- 最悪の車：BMW・5シリーズ GT
- 最高の我慢：Series 13 Episode 5で真冬のヴァルトランスへの道中を走行中、スタッフの無線をガマンしきれなかったリチャード
- 最高の家電：トヨタ・iQ
- 助手席でもっとも面白い顔をした人：ジョン・バロウマンに同乗したティフ・ニーデル
- 最速のゲスト：ブライアン・ジョンソン
- Car of the Year 2009：ランボルギーニ・ガヤルド バルボーニ
- フォークリフトドライバー・オブ・ザ・イヤー：フォークリフトで後退中、加速して棚に突っ込み、すべての棚を商品ごと崩壊させたドライバー。YouTubeの動画。
- Golden Cock（黄金のマヌケ）：Series 13 Episode 1で、機関車発車の4分前にジャガー・XK120のエンジンをかけた状態でキーをロックしたまま車を渡したスティグ
- Car of the Decade（2000年代最高の車）：ブガッティ・ヴェイロン

### ニュースコーナー
スペシャル以外で毎回行われる恒例のコーナー。三人が座る椅子はボクスホール・セネターのシートで、テーブルはジャガーV12エンジンの上にガラスの天板を置いたものである。
内容は3人がクルマに関する新しい情報を公開したり、もしくは車や道路に関係するニュースを取り上げ、それをネタにしてフリートークを繰り広げる。真面目な話をすることは少なく、ネタ的な話をすることがほとんどで、隠語が織り交ぜられた過激な下ネタも多い。「ダチア・サンデロ弄り（今週のダチア）」、「今週のネット画像」などといった定番ネタもしばしば披露される。
あまりにも過激なためか、外国向けの放送ではこのパートがカットされていることもある。

### ダチア・サンデロ弄り
ニュースコーナーにおける恒例のネタ。
たいてい、ジェームズがわざとらしい前フリ（「Hey, Great News!（おい、すごいニュースだ!）」「Oh, Bad News!（大変だ!）」など）と共にダチア・サンデロに関するネタ話（新しい写真が来た、たくさんの情報が来た、発売が延期になった、など）を披露するのだが、ジェレミーは「Great!（すごい!）」「Excellent!（すばらしい!）」「Nice!（いいね!）」などとこれもわざとらしく返し、「Anyway,…（さて、…）」「Now,…（ところで、…）」などとすぐに別の話題に切り替えてしまう。
これにちなみ、シリーズ14最初の放送で3人がルーマニアに行った際、ジェームズにサンデロ試乗の機会が与えられ、少し乗って楽しんだ後にトラックに潰されるというドッキリが催された。これに対しジェームズが激怒、サンデロのクラッシュを心底悲しんだため、ネタではなく本当に気に入っていたことが判明する。また、シーズン15の最初の放送では、「ダチア・ダスターがUKにやってくる!」というネタとして再びダチア弄りが行われた（ネタ振りはいつも通り、ジェームズ）。続く第2回放送でもダスターがいじりの対象にされた。それからしばらくダチア弄りのネタは披露されなかったが、シリーズ18第3回放送で「ダチアが新型車を出すぞ!」というネタが久々に披露された。シリーズ19第1回放送でも「ダチアサンデロがUKで発売され、大好評です」というネタとしてまたもやダチア弄りが行われた（ネタ振りはいつも通り、ジェームズ）。そのときジェレミーと観客が「Great！（すごい）」と一緒になっていい、すぐ別の話題に切り替えてしまった。シリーズ21第3回放送ではジェームズがチャレンジ用の車としてダチア・サンデロを選び、登場時はいつものように「Good News! サンデロの新型だ!」と話すがやはりジェレミーにあしらわれた。その後もジェレミーとリチャードから「見た目がつまらない」「安っぽい」と酷評されるが、ジェームズは「安くて使える」と絶賛していた。。
なお、後述のモーリス・マリーナ破壊ネタに関連してジェレミーはジェームズに対し「モーリス・マリーナではないので、ピアノは落ちてこない」と言っている（代わりにトラック衝突ドッキリネタが仕込まれていた）。

### 職業体験シリーズ
プレゼンターが車に関するさまざまな職業（道路工事の作業員、運転代行業者など）を体験し、その中で業界の問題点を洗い出したり、車の品評をしたりといった活動を行うコーナー。慣れない業務にぶっつけ本番で挑戦し、大迷惑をかけることもしばしば。

### モーリス・マリーナ破壊ネタ
チャレンジにおける定番のネタで、モーリス・マリーナが登場するとたいていは最後に壊される。ちなみにジェレミーはSeries12 Episode6で「共産主義に侵されたブリティッシュ・レイランドが作った丸太」「TCはトロツキズムのクソの意味だ」（本当は「ツインキャブ」モデルの略）と、マリーナに対し辛辣な評価をしている。
その放送でジェレミーとジェームズはマリーナをたき火にして燃やしてしまう。翌週の放送で「モーリス・マリーナ オーナーズクラブ」から抗議のメールが来たことが明かされる。ジェレミー達は「もう二度とマリーナを壊さない」と言い、「保存目的で購入した」というマリーナを見せるものの、その直後にピアノが落下し、破壊された。ピアノを落としたのはトラックに隣接する（架空の）ピアノ運送専門のヘリ輸送会社、「ケアレス航空」であるとのこと。その後も度々マリーナの頭上にはケアレス航空によってピアノが落とされ、破壊される。
また「ブリティッシュ・レイランド製"クズ車"チャレンジ」（Series 10 Episode 7）では、ローバー・SD1（ジェレミーが乗車）、トライアンフ・ドロマイトスプリント（リチャードが乗車）、プリンセス（ジェームズが乗車）もネタになった。

### TopGearレース

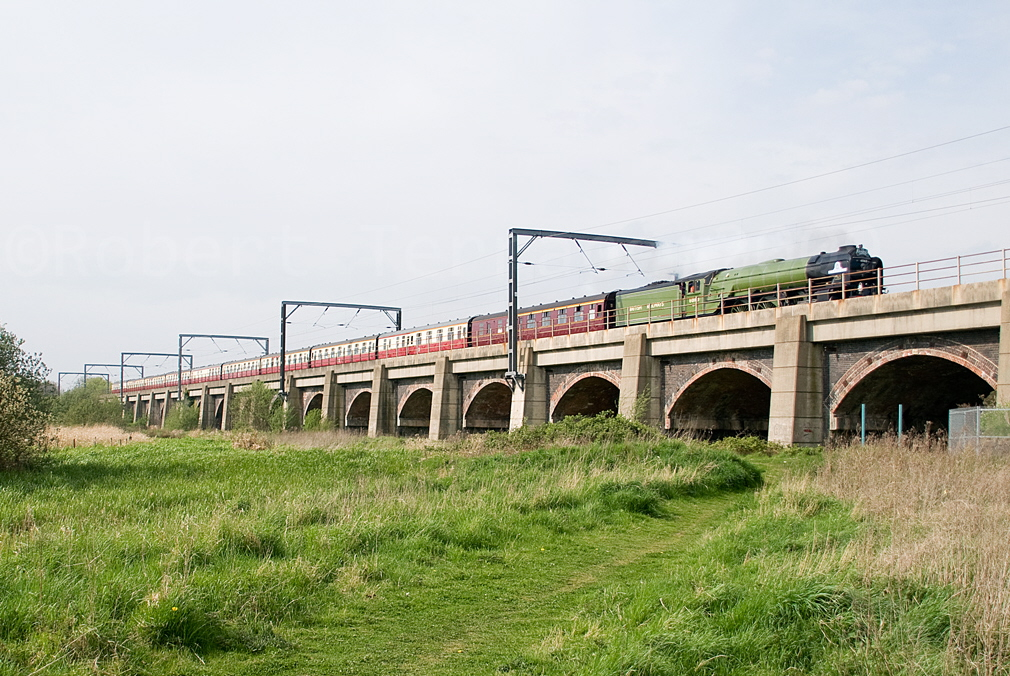
レースの一例。Series13 Episode1で行われたレース「Back To 1949：もし、1949年にTopGearがあったら?」でジェレミーが乗った、A1形蒸気機関車。

番組恒例の企画。車と他の乗り物、もしくは車同士で競争を行う。たいていは車にジェレミーが乗り、対戦相手の乗り物にジェームズとリチャードが乗るパターンとなっているが、ジェレミーが参加しなかったりスティグが参加する回もある。
たいていは僅差でどちらかが勝利することが多いが、「メルセデス・ベンツ・SLRマクラーレン vs フェリー」の対決を行った際はフェリー組（ジェームズとリチャード）に予想外のトラブルが起きてしまい、目的地であるオスロに辿り着けないままレースが終了してしまったことがある。
歴史の項目にある「日産・GT-R vs. 日本の公共交通機関」以外にも、「ブガッティ・ヴェイロン vs. セスナ182」「ロンドン市内レース：メルセデス・ベンツ・GLクラス vs. クロスバイク vs. 公共交通機関 vs. モーターボート」「フェラーリ・デイトナ生誕40周年記念レース：フェラーリ・デイトナ vs. パワーボート(ポルトフィーノ~サン・トロペ)」「スティグが運転するキットカーがスコットランドのサーキットに辿り着くまでに、3人はキットカーを完成させサーキットに出られるか?」「ポルシェ・パナメーラ vs. ロイヤルメールが届ける郵便」果ては「原油高の時代に配慮したガソリン1ガロンだけのスーパーカーレース」「エコノミーレース：タンク一杯分の燃料だけでスイス・バーゼルを出発し、1250km離れたブラックプールの照明点灯式会場に3人のうち誰が早く辿り着くか?」「Back To 1949：もし、1949年にTopGearがあったら?（『トップギア・北への競走』…蒸気機関車 vs. バイク vs. 車）」などの企画が行われた。

### Topgearスポーツ
通常人間が行う各種スポーツを車を使って行う。これまでに「トヨタ・アイゴでサッカー」「リライアント・ロビンでサッカー」「スズキ・スイフトでアイスホッケー」「キア・シードでラグビー」が行われている。いずれもキャプテンをMCのうち2人が務め、カーサッカーではチームメイトにプロのレーシングドライバーが乗車している。車体をぶつけあうなどかなり荒い接触プレーが行われたが、車体が故障するなどのマシントラブルは一切無く逆に使用車の強靱さを証明した。

### イギリス軍と対決
番組ではたびたびイギリス軍の協力で実現した企画が放送される。市販車と軍の車両で対決が行われたり、海兵隊の上陸演習に参加したりといったものがある。現在までに陸海空軍と海兵隊の全軍が協力した。企画がある際はスタジオに参加した兵士と車両が登場する。
対決企画には「レンジローバーとチャレンジャー2で鬼ごっこ」「ランサーエボリューションと陸軍の特殊車両で鬼ごっこ」「ブガッティ・ヴェイロンとユーロファイター タイフーンでドラッグレース」「ロータス・エキシージでアパッチのミサイルから逃げろ」「メルセデス・ベンツ・SLKとポルシェ・ボクスター、どちらがスナイパーの攻撃から逃げやすいか?」などがある。ある企画では海軍の空母インヴィンシブルから初代スティグを海に突入させたこともある（この一件で初代スティグは『死亡』した）。
対決を行うのはほとんどがジェレミーだが、ヴェイロンvs.タイフーンの企画のみ、リチャードが行っている。
Series 17 Episode 6では、アフガニスタンでの戦闘で負傷し義肢を付けている傷痍軍人で結成された、ダカールラリー出場を目指すアマチュアラリーチームにリチャードが密着し、挑戦の模様を取材した。

### 日本での企画
第11シリーズのエピソード4（第4回）では、2008年当時イギリスでは販売されていなかったR35型日産・GT-Rと日本の公共交通機関を用いて、この番組恒例の「車と○○はどちらが早く目的地にたどりつけるか」という対決が行われた。ジェレミーがGT-Rに乗り、ジェームズとリチャードは鉄道などの公共交通機関を使って、石川県羽咋市の千里浜なぎさドライブウェイから千葉県の鋸山までどちらが先に到着するかを競ったルートはジェレミーが北陸自動車道 - 上信越自動車道 - 関越自動車道 - 首都高速 - 東京湾アクアライン経由、ジェームズらが概ね羽咋駅 - （特急サンダーバード） - 京都駅 -（東海道新幹線）- 新横浜駅 -（横浜市営地下鉄ブルーライン）- 横浜駅 - （京急本線、久里浜線）- 京急久里浜駅 - 久里浜港 - （東京湾フェリー） - 金谷港 - 鋸山ロープウェイ。ジェームズとリチャードは京急の乗り換えで手こずり、ジェレミーは東京国際展示場付近でマルチファンクションディスプレイのナビを車両情報画面に切り替えるなどしてそれぞれタイムロスが生じ、結果は接戦となった。
エピソード5ではジェレミーが富士スピードウェイで、以前に好評価を与えたR35型GT-Rで走行し、続くエピソード6ではジェームズが東京都内で光岡・オロチとガリューを運転した。ガリューを運転した際は2人組の力士を両国国技館まで送るというシチュエーションだった。ジェームズはガリューを「模倣というよりは、酒場で気軽に楽しむトリビュートバンドのようなもの」と評し、イギリスを代表するロールス・ロイスの旧式ファントムを思わせる外見に理解を示した。一方ジェレミーには相当不評だったようで、レビューを担当したジェームズに「この車はイギリスに導入されるのか？」と腹立ち気味に問いただし、「いいえ」という返事に「それならいい」と切り捨てている。
第12シーズンのエピソード3では、ハモンドが愛知県豊田市のトヨタ自動車本社を訪問。i-REALに試乗した際は、立ち会った開発者に「太った人用のはないのか？」と言ったり、「イギリスにも似たような物がある、車椅子だ」などといつもの辛辣な口調だったが、最終的には「飾りではなく本当に動作するのはすごい」と好評価を下した。
特番「世界の国民車」では、ホンダ・カブに乗ったジェームズと、ダイハツ・コペンに乗った元フォーミュラ1ドライバーの鈴木利男が、出前そばの配達で競争している。また別の企画では、「史上最悪のフォーミュラ1ドライバー」の称号を持つ井上隆智穂が、2012年型のロータスF1マシンで、現役のロータスF1チームのドライバーであるロマン・グロージャンの何秒落ちで走れるかという企画に挑戦している。
ジェレミーが番組リニューアル前に日本独自の規格である軽自動車を紹介した際には、6代目三菱・ミニカダンガン、2代目ダイハツ・ミラやホンダ・ビートをイギリスで走行させたこともある。また、ホストを務める別番組の収録で日本に訪れたことがあり、自動車用品店にある商品の英語にツッコミを入れたり、土屋圭市や車が崖から落ちた走り屋にインタビューするなどしていた。1994年から2001年まで司会を務め、シリーズ22までプロデューサーを務めていたアンディ・ウィルマンも、リニューアル前のトップ・ギアの収録で来日し、コンセプトカーのマツダ・RX-01に試乗していた。

### 外国の自動車番組と対決
過去2回、外国の番組と対決企画を行っている。
- Top Gear VS D-MOTOR（Series 11 Episode 6）

ドイツの自動車番組「D-MOTOR」とTop Gearがレース対決を行う。戦いの舞台となったのはベルギー。
導入部では映画「空軍大戦略」をモチーフにした演出がされ、ドイツ代表の三人が登場する場面では、映画においてドイツ空軍将校が詰所で寛ぐ場面で使われた音楽がBGMとして流れた。その直後、いつもの三人を乗せたスピットファイア複座練習機3機が上空を通過し、勝利のロールをした後で着陸を行った。ここで使われたBGMは、映画でスピットファイアが活躍する場面でかかるものである。
序盤こそD-MOTORチームが優位に立つが、後半のチャレンジでTop Gearチームが差を縮めていく。最後の対決、サーキットにおけるレースでの直接対決ではD-MOTORチームはプロドライバー、ティム・シュリックを送り込んだのに対し、Top Gearチームからは「キャプテン・スロー」ことジェームズが送り込まれる。まったくやる気のないジェームズに対し、ジェレミーとリチャードは一計を案じ、白いヘルメットをかぶり、白のレーシングスーツに身を包んだ「ジェームズ」を参戦させる。「ジェームズ」は圧倒的な運転技術を披露し、Top Gearチームに勝利をもたらす。
尚、トップギアの企画をまとめたDVDの日本語版「トップギア チャレンジ 3」に収録されている特典映像の中に、冒頭のスピットファイアのオンボード映像がある。ジェレミーはスピットファイアに乗れたことに歓喜していた。
- Top Gear vs Top Gear Australia（Series 16 Episode 2）

トップ・ギアのオーストラリア版「Top Gear Australia」と本家Top Gearが対決を行う。オーストラリア版の司会者らが囚人用の護送車に乗せられてきたり、オーストラリア英語特有の訛りがある司会者らに対し、ジェームズが「外国語を話すな」とおちょくるなど、序盤からブラックジョークが始まっていた。さらにはバイク対決で「どっちも同じだろ」とオーストリア製のバイクを用意する、オーストラリアが地球の裏側なのをネタにして「スティグが上下逆さまに箱詰めされて届く」「二人羽織レースでオーストラリアチームだけ上の車が逆さまに連結されている」などといったきわどいネタも披露されている。
最後の撮影に使われたクイーンズランド州の土地が洪水で被害を受けたことが、番組の最後で触れられている。

### TopGear・スペシャル
スペシャル企画として放送される特番。プレゼンター3人がイギリス国外に行き、本放送同様のチャレンジに挑戦する。スペシャル版では放送時間全てをその企画に当てる。基本的に激安シリーズ同様プレゼンター3人が予算内で車を買い、指定された場所へ車で向かう道中で、プロデューサーから与えられるチャレンジに挑むというのが基本の流れである。この企画では一般の観光客が足を踏み入れることがない、治安の悪い区域や荒れた道路をあえて通行したり、現地のゲテモノ料理などを味見することが多い。
- アメリカスペシャル（Top Gear: US Special）

Series 9 Episode 3で放送。アメリカ南部をマイアミからニューオーリンズまで、1000ドルで購入した中古車で移動し、その道中でチャレンジに挑戦する。なお、最後のチャレンジはニューオーリンズで乗ってきた車を売却し、その査定額を競うものだったが、当時のニューオーリンズはハリケーン・カトリーナによる深刻な被害から復旧が完了していない状況だったため、急遽チャレンジ内容が変更されている。また、アメリカ南部では一般的に受け入れられていない思想を車にペイントするチャレンジでは、反発した地元住民から投石を受け、一時撮影が困難になるというアクシデントが起きた。これを受け番組の最後にジェレミーは「アメリカには行くな!（Don't go to America!）」と言っている。
この回のスタッフロールはアメリカ人風の名前が付いており、ジェレミーが「Cletus Clarkson」、リチャードが「Earl Hammond Jr.」、ジェームズが「Ellie May May」、スティグが「Roscoe P. Stig」、その他のスタッフは「Billy Bob ○○」となっている。
使用車はジェレミーがシボレー・カマロ、ジェームズがキャデラック・ブロアム、リチャードがダッジ・ラム。
- 北極スペシャル（Top Gear: Polar Special）

Series 9と10の間に放送された特番。3人が北極へ行き、カナダのレゾリュートからジェレミーとジェームズはハイラックス改造車、リチャードは冒険家のマティー・マクネアと共に犬ぞりで北磁極を目指すというもの。トップ・ギアでは初のHD画質で放送されたエピソード。この企画でジェレミーとジェームズは、市販車で北磁極への初到達を達成した人間となった。なお、この企画はトヨタ自動車協賛企画となっており、「Hilux Arctic Challenge」としてトヨタ英国法人がPRしている。この回のエンディングスタッフロールは、イギリスの冒険家であるラノフ・ファインズにちなみ、すべて「SIR RANULPH ○○」と表記される。
- ボツワナ・スペシャル（Top Gear: Botswana Special）

Series 10 Episode 4で放送された。3人がボツワナとジンバブエの国境から、ナミビアとの国境までを中古2WD車で移動する。マカディカディ塩湖を車で渡り、カラハリ砂漠を越え、オカバンゴ・デルタを渡るというルートで、道中でプロデューサーから与えられるさまざまなチャレンジに挑戦する。この回のエンディングスタッフロールは、ケープタウン大司教デズモンド・ムピロ・ツツにちなんで、「ARCHBISHOP DESMOND ○○」となっている。
使用車はジェレミーがランチア・ベータ クーペ、ジェームズがメルセデス・ベンツ・230E、リチャードが1963年式オペル・カデット。
- ベトナム・スペシャル（Top Gear: Vietnam Special）

Series 12 Episode 8で放送。ベトナムで1500万ドンを番組から支給された3人が、各自車を買い、ベトナムの南北縦断に挑戦する。サイゴン（現：ホーチミン）からハロンまで8日で移動するという企画。所持金が1500万ドンと聞かされてテンションの上がる3人だったが、そのレート（当時のレートでおよそ1000ドル）を知った瞬間にがっかりしており、3人ともバイクを購入している。また、DVDには未公開シーンが収録されており、車を買いに行った際の一コマやスティグの「共産主義者のいとこ」登場シーンが収録されている。このスペシャルのエンディングスタッフロールは皆「Francis Ford ○○」（「地獄の黙示録」監督のフランシス・フォード・コッポラにちなむ）。
使用車はジェレミーがベスパ、ジェームズがホンダ・スーパーカブ、リチャードがモトベロ・ミンスク。
- ボリビア・スペシャル（Top Gear: Bolivia Special）

Series 14 Episode 6で放送。ボリビアのウェブサイトで中古の四輪駆動車を買った3人がジャングルを抜け、ユンガスの道を通り、アタカマ砂漠を越えてチリの太平洋岸を目指すというもの。ボツワナスペシャル以上に過酷なチャレンジで、3人が高山病に悩まされ、ルート変更を余儀なくされるといった展開もある。このスペシャルは、エンディングスタッフロールの変更がない。
使用車はジェレミーがランドローバー・レンジローバークラシック、ジェームズがスズキ・ジムニー、リチャードがトヨタ・ランドクルーザーだが、どれもボリビアのサイトで購入したという型落ちの中古車で、レンジローバー以外は最初から故障しているという有様だった。
- トップ・ギアの三賢者（Top Gear The Three Wise Man Special）

クリスマスシーズンの放送に合わせ、東方の三博士と同じイラクからベツレヘムまでのルートを、2シーターのオープンカー（予算は3500ユーロ）で旅する途中、三博士の贈り物である乳香、没薬、黄金を調達するという企画。
ジェームズは撮影の途中で頭を強打し、一時的に現地の病院に入院したが撮影に復帰した。その後ジェレミーに「キリストの奇跡でケガが治った」などケガをネタにされている。
この回のエンディングスタッフロールは、各自の出身地がキリスト教の聖人のように、出身地と共に表記される（ジェレミーの場合、「JEREMY OF DONCASTER」）。
使用車はジェレミーがマツダ・MX-5、ジェームズがBMW・Z3、リチャードがフィアット・バルケッタ。
- インド・スペシャル（Top Gear: India Special）

2011年の年末スペシャルとして放送。人口10億人という非常に大きな輸出市場を持つインドだが、イギリスは他のヨーロッパ諸国に比べてインドへの輸出が盛んではない。それを問題視した3人が、キャメロン首相の「インドへは行くな」の念押しも無視し、イギリス製中古車でインドのムンバイからヒマラヤ山脈までを旅しながら、貿易大使としてイギリス製品のアピールをして回るという企画。列車に貼りつけたイギリスをアピールする横断幕が車両切り離しの際にちぎれ、悪口や性的なメッセージに変わってしまったり、拡声器で「イギリスが帰って参りました」と植民地時代を想起させるメッセージをがなり立てたりと、かなりきわどい場面も見受けられた。
使用車はジェレミーがジャガー・XJS、ジェームズがロールスロイス・シルヴァーシャドウ、リチャードがミニ・クーパー スポーツ。
- アフリカ・スペシャル（Top Gear: Africa Special）

Series 19 Episode 6-7, 2013年3月に放送。それぞれ1500ポンドで購入した中古のステーションワゴンでナイル川の源流を探すため、アフリカの奥地を目指すという企画。酷いぬかるみの山道や、先の尖った小石だらけの為、タイヤのパンクに苦しめられる「車殺しの道」に3人は悪戦苦闘。英国・スコットランド出身の探検家デイヴィッド・リヴィングストンへの敬意がエンド・クレジットでもうかがえる回となった。
また、スペシャルの例に漏れず代車としてフォード・スコーピオが用意されていたが、番組スタッフの不手際で川を渡るために3人が作った簡易のイカダに乗せ損ねてしまい、そのまま川底に沈没してしまうというハプニングもあった。
使用車はジェレミーがBMW・528i、ジェームズがボルボ・850、リチャードがスバル・インプレッサWRX。
- ビルマ・スペシャル（Top Gear: Burma Special）

Series 21 Episode 6-7, 2014年3月に放送。中古のトラックでミャンマーの旧首都ヤンゴンから隣国タイのクウェー川まで橋を架けに行く企画。最初は道を間違えたため、山道を使い正規ルートに戻った。その後、不潔な宿の経験から車中泊ができるようトラックを改造し、道中の現首都ネピドーの道路ではドラッグレースを行う。
エンドクレジットでは映画戦場にかける橋の主演アレック・ギネスに敬意を示し、全員の名前がサー・アレック・○○(Sir Alec　○○)という形式に置き換えられている。
使用車はジェレミーがいすゞ・TXダンプトラック、ジェームズが日野・デーキャブレンジャーレッカー車、リチャードがいすゞ・TXファームトラック。
- パタゴニア・スペシャル（Top Gear: Patagonia Special）

Series 22直前 (2 Episodes), 2014年12月に放送。

### その他
上記以外にも、単発で多数の企画がある。
- バスを並べてバイクで飛び越えるスタントがあるが、バスでバイクを飛び越えるスタントは可能か?（Series 1 Episode 2）

ロンドンの2階建てバスでジャンプを試みたが、ほとんど飛ばずに並んだバイクを踏み潰した。
- 世界最速のタクシードライバー（Series 5 Episode 5）

ジェレミーがジャガー・Sタイプのディーゼル仕様でニュルブルクリンク北コースのタイムアタックに挑み、10分を切る快挙（9分59秒）を成し遂げた。その情報を、ニュルブルクリンクで同乗体験タクシーの運転手を務める女性ドライバー、サビーネ・シュミッツが聞きつけ「バンでそのタイムを出してみせる」と豪語する。そこで、フォード・トランジット（4代目）を用意して実際に挑戦してもらうことに。なお、サビーネは後の「D-MOTOR vs Top Gear」に、D-MOTOR代表の一人として参戦している。
- スーパーカーでの旅（Series 7 Episode 3）

フォード・GTなど数台のスーパーカーで、フランスを旅するという企画。走るだけなら問題なかったが、宿泊先で地下駐車場に車を止めてしまい、出庫に苦労することとなる。出入口はほぼ全幅に近く、また車高が低いため出口の段差で立ち往生し、最終的に段差に木の板をかませることで脱出した。
- テレビゲームのリアリティを検証せよ（Series 7 Episode 6）

テレビゲームグランツーリスモ4のリアリティを検証するため、ゲームと同じタイムが実際に出せるか、ジェレミーが同じコース・同じ車を使って実験する。ホンダ・NSXでラグナ・セカを走ったが、体にかかるGや実際のスピード感覚が大きく関わる実走行では、ゲームよりも遅いタイムしか出せなかった。ちなみにこの企画はNSXの生産終了間際に行われた企画でもあったため、ジェレミーは「こんな最高の車が2度と作られないなんて」と、NSXがなくなることを惜しみながらチャレンジに臨んだ。
- 水陸両用車を作ろう（Series 8 Episode 3）

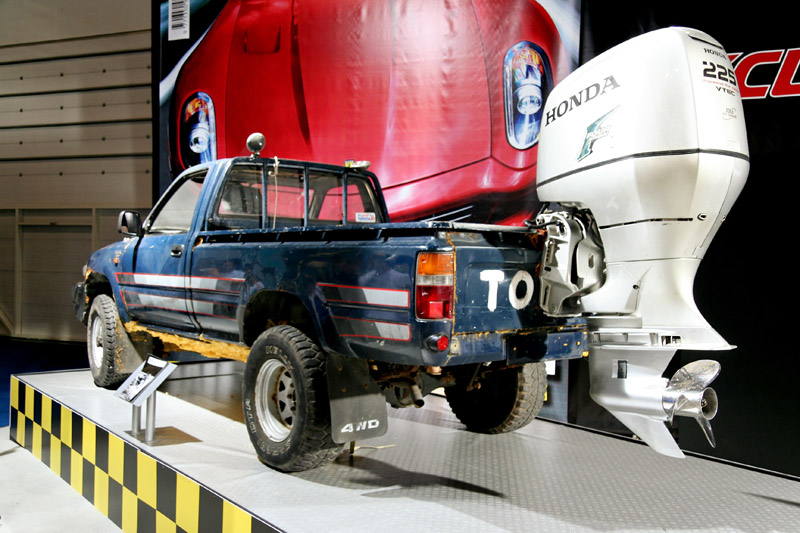
このチャレンジでジェレミーが作った水陸両用車。

「How hard can it be?」のチャレンジのひとつ。プレゼンター3人がおのおの中古車を購入し、それを水陸両用車に改造してレースに挑む。リチャードは進水して間もなく沈没、ジェレミーはゴールの桟橋に接近した所で惜しくも転覆してしまい、最後まで残ったのは最も遅いヨット形式をチョイスしたジェームズだった。なお、ジェレミーは自身のベース車にトヨタ・ハイラックスを選んだが、浸水によってエンジンがかからなくなるレベルまで壊してしまったため、「あの頑丈すぎるハイラックスを壊した男」として祭り上げられてしまった。
この企画には続きがあり、後日（Series 10 Episode 2）設計を改善して同じように水陸両用車を作った3人は「ドーバー海峡を横断し、フランスへ向かえ」というチャレンジに挑戦。ジェームズのトライアンフ・ヘラルド（前回と同じ車種がベース）改造ヨットは湾内から出ることすらできないまま沈没し、リチャードも外洋に出た後に沈没。ジェレミーの日産・ダットサントラック改造水陸両用車が唯一フランスに辿り着いた。なお、ジェレミーはこのダットサントラック改造車を一度だけだが「ニッサンク（NISSUNK。日産+SUNK（沈没））」と呼んだ。
なお、このチャレンジで作られた改造車は、その後「トラクターを借りて、エコな燃料を製作せよ」チャレンジでジェームズが牽引チャレンジに使用した。
さらに趣旨は異なるがSeries 20 Episode 4では「洪水時でも移動できる車を作る」として、フォード・トランジット7代目をベースにホバークラフトの機能を持たせた水陸両用車「ホバーバン」を作成。荷室に浮上用・推進用の各エンジンとボディ外側にスカートを搭載している。陸上では通常の車として問題なく走行するが、湖へ入ろうとすると揚力が足りず沈没。その後エンジンをより強力な物へと換装し再度川で実験し浮上・推進が出来たものの、行く先々で住民や他のボートへ多大な迷惑を掛けたりトラブルで停止しクレーンで何度も救助されていた。最終的には「燃費が悪い」「価格が高い」「音がうるさい」など問題が多く実用化はならなかった。なお後にSeries 21 Episode 3で洪水の話題が出た際、再度ホバーバンを紹介している。
- ジェレミーが考える、家のようにくつろげる理想的な内装（Series 8 Episode 4）

「How hard can it be?」で行われた企画。メルセデス・ベンツ・Sクラス(W140)の内装を全て取り払い、イギリスの伝統的な小さい家のようにした。床にセメントを敷き詰めた上に板張りの床を張り、イスは木のイス、シフトレバーは杖、テーブルにティーセット、車内後部には暖炉を設置。だが実際に走らせると車の動きでイスは滑って動いて安定せず、ティーセットは転がり、暖炉の薪も火の粉を散らして転がる。しかも敷き詰めたセメントで重量が通常車両よりはるかにかさみ、動きは終始不安定。挙げ句の果てにはセメントの影響で電気系統に問題が生じ、ブレーキランプが点灯しなくなってしまった。
この改造車は後の「トラクターを借りて、エコな燃料を製作せよ」チャレンジでジェームズが牽引チャレンジに使用した。
- 自動車シャトル打ち上げ！（Series 9 Episode 4）

ジェームズとリチャードが「ロケットのような形をした」リライアント・ロビンを宇宙船に改造しようとする。最終的な目標は繰り返し使用できる宇宙船（スペースシャトル）の開発だったが、企画ではその前段階として無人のロビンをロケットで打ち上げ、無事着陸させることになった。最終的に完成したシャトル（Reliant Orbiter）は、ロビンの外見をオービタを模したものに改造し、本物のスペースシャトルのように固体ロケットブースター2基とロケットつきの外部燃料タンクを取りつけたものになった。ロケットの総推力は8トン。車体にはイギリス国旗とNASAのロゴをパロディした「TOP GEAR」ロゴが張られていた。
予定では打ち上げ後にブースターと燃料タンクを切り離した後、ラジコンでロビンを操縦して着陸させる予定だったが、実際の打ち上げでは燃料タンクの切り離しに成功せず、ロビンは落下・爆発した。なお、この企画でジェームズとリチャードがしたことは、射場にバンカーを掘ったことのみだった。
- 世界最小の車（Series 10 Episode 3）

ジェレミーが世界最小の車「ピールP50」に乗って仕事に行く。非常に小さく軽い車という利点を生かし、BBC本社ビルの中に手で引っ張って持ち込んだうえ、ビル内部でもそのまま乗り回してエレベータに乗り、オフィスへ行き、果ては乗り込んだまま会議に出席。後退ギアがないため自力でバックできないという欠点こそあったが、ジェレミーはこの車を大変気に入り、「バックギアさえあれば最高だ」と高く評価した。
- キャンピングカーでレース（Series 10 Episode 6）

サンデーレーサーの中には現地までキャンピングカーで乗り付けて一泊した後、レースで使用する車に乗り換えてサーキットを走るというスタイルを取る人々がいる。それならばいっそキャンピングカーでレースをした方が乗り換えの手間もないだろう、ということで行われた。結果、コーナーでの遠心力や他車との接触に耐え切れず、車体がよじれて崩壊するなど、ほとんどのキャンピングカーが走行不能なまでにボロボロになった。似た企画で「最速の『空港で働く車』決定戦」（Series 14 Episode 4）・「最速の『ロンドンバス』決定戦」（Series 12 Episode 5）も行われたが、いずれも他車への体当たりや放水など凄まじい妨害の応酬が繰り広げられ、キャンピングカーレース以上に悲惨なレースとなった。これらの企画はリチャードの担当で、ゲストとしてイギリスツーリングカー選手権に参戦している（いた）レーシングドライバー数名が登場する。
- 24時間レースに挑戦（Series 10 Episode 9）

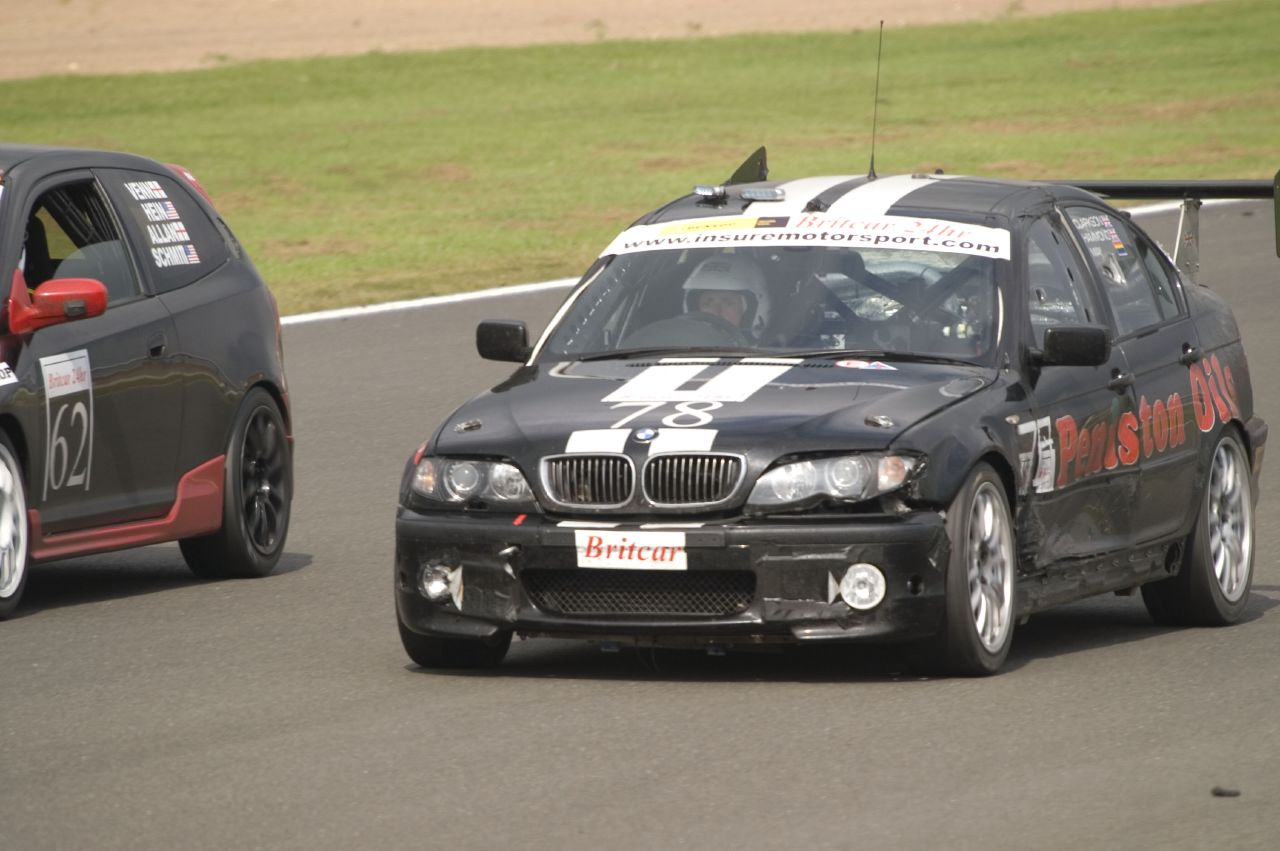
このチャレンジで使用された改造BMWがレース終盤を走行している様子。運転しているのはリチャード。

Series 9 Episode 5で3人はトラクターを借りてバイオ燃料作りに挑戦した。それから1年後、燃料は無事収穫されたが、ジェームズが種を間違えて買って来たため、できたのはバイオディーゼル燃料だった。ディーゼルカーが嫌いな3人は、「そんなものは燃やしてしまうのが一番だ」と、シルバーストン・サーキットで行われるブリットカー24時間レースに挑戦する。
11000ポンドで購入した中古のBMW・330dをジェレミーとリチャード、TopGear技術センターのスタッフが改造。レースカーに仕立て上げチャレンジ挑戦となったが、中古車改造即席レースカーに自家製燃料を使用するという無茶な挑戦が祟り、燃料漏れやオイルポンプの故障などのトラブルに悩まされる。
車のトラブルでパレードラップに参加できない、濃霧でレースが中断される、リチャードのクラッシュなどのアクシデントに度々見舞われ、不慣れなジェレミー達が後れを取ることもあったが、スティグの大活躍で取り返し、最終的に総合成績39位、ディーゼルカーのカテゴリーでは5台中3位に着けるという成績を収めた。
なお、BBCの規定でスポンサーを入れられないため、車にはジェレミーとリチャードが好き勝手にスポンサー風の装飾を入れている。
- V8エンジンプロジェクト（Series 12 Episode 3）

日用品の動力にV8エンジンを使って、より高効率で使いやすいものを作ろうという企画。最初にV8エンジンを使ったフードプロセッサーが完成し、骨付き肉・コップ一杯のタバスコ・そして「混ざりやすくするための」レンガをブレンドした「男のV8カクテル」なるドリンクが作られた。結局は耳栓が必要なほどうるさいだけでレンガはほとんど原型を留めたまま、できたドリンクも当然ながらとてつもなくまずいものだった。その他「V8エンジンを使った安楽椅子揺り動かし機」が作られたが、こちらは揺り動かす速度が速すぎて椅子が崩壊し、実験用に座らせたマネキン人形もバラバラになった。
- 真面目(?)なレビュー（Series 12 Episode 6）

今まで紹介したような過激すぎる内容故に、番組に「まともなレビューがない、やり方を忘れたのか」という手紙が送られてきてしまった。この手紙に対し、リチャードやジェームズが真面目に新型フォード・フィエスタの紹介をしようとしたが、ジェレミーが乱入し、最初は普通に紹介しているかと思いきや、突如「もしもショッピングセンターで悪者のシボレー・コルベットに襲われたら?」というテーマで解説を始め、実際にコルベットとショッピングセンター内でチェイスし、店内が壊滅状態に陥った。更に「グリーンな車(＝エコカー)か?」というテーマに対しては緑色のフィエスタを映し、「Yes…Very」と言ったのみであったり、最終的にはまたイギリス軍を出動させ、上陸作戦に参加出来るか試すなど、いつも通りどころかそれ以上の内容となった。ちなみに、これらの手紙を出した「Mr.ニーダム」はSeries 8 Episode 2のニュースコーナーでは放送局に直接電話をしており、それを受けたジェレミーが「ニーダムさん、ご安心を。ヴォクスホール・コルサです。（画面で車の写真が出ただけ）では次の話題です。」と言い、観客の笑いを誘った。
- フォルクスワーゲン・シロッコのCM作り（Series 13 Episode 7）

2008年に発売された新型シロッコ（ディーゼル仕様）のCM作りに、ジェレミーとジェームズが挑戦する。だが、やはりトップ・ギアらしく破天荒でブラックジョーク満載の映像ばかりが出来上がり、結局はどれも採用されなかった。以下はその一例である。
- シロッコの背後で大爆発を起こして火柱を立ち上らせ、車名のナレーションを入れただけ。
- 昔のゴルフのCMをオマージュした映像だが、主役の男性が最後に拳銃自殺し「早まらずにシロッコの発売まで待っていたなら、こんなことにはならなかったのに」とナレーションが入る。
- 他社のスポーツカー（マツダ・RX-8、アルファロメオ・ブレラ）がシロッコを追い抜いていくが、その後にそれらの車は給油に立ち寄る。それを尻目にシロッコは給油なしでスイスイと走っていき、燃費の良さをアピール。だが、他社の車との競走シーンを入れたことが問題視されてボツに。

なお、この回で「シロッコ・ディーゼルの歌」がジェームズによって作られた。この歌はトップ・ギア公式ページでダウンロードできる。
- DIY電気自動車製作チャレンジ（Series 14 Episode 2）

「How hard can it be?」のチャレンジ。イギリスで販売されている電気自動車「G-Wiz（日本名：REVA）」のくだらなさに憤慨した3人が、既存の車のパーツを寄せ集めて電気自動車を制作。試作品「ジェフ（Geoff）」は速度が出ず、町中でバッテリー上がりを起こした挙句ジェレミーがうっかり坂道に停車させ木に激突、失敗作に終わる。その後改良が行われ、駆動方式にディーゼル・エレクトリック方式を採用。バッテリーの数も増やし、大幅なパワーアップを実現したが、ディーゼルエンジンの騒音がひどく、発電機の煙突が外れやすい（外れると車内が排気ガスで充満する）欠点があった。あの手この手でEUの厳しいテストを「突破」し、菜食主義者のスティグのいとこによる耐久テストも、スティグが「死亡」しながらも「突破」。公平な第三者による評価を受けるべく、AUTOCAR編集部へと持ち込まれる。
なお、改良型の電気自動車「ハンマーヘッド-i イーグル・スラスト（HAMMERHEAD-i EAGLE THRUST）」のレビューはAUTOCAR誌に実際に掲載された。日本版「AUTOCAR JAPAN」でも、2010年2月号に掲載されており、プレゼンターの作った車にどのような評価が下されたのかを知ることができる。
- 別番組のパロディ

特番として「Top Ground Gear Force」と題し、「Ground Force」というガーデニング番組が行っていた「主人に内緒で庭をきれいにガーデニング」するという企画をジェレミー達で行うという番組が放送された。イギリスの英雄スティーヴ・レッドグレーヴの自宅の庭を改造するが、意見が対立したりさまざまな物を破壊したりと逆に悪い方向にいってしまい、最終的に庭は悲惨なことになってしまった。
さらに、トップ・オブ・ザ・ポップスというBBCが過去に放送していた人気音楽番組のパロディ企画として「Top Gear of the Pops」が放送された。番組の最後においてはトップ・ギアの司会者3人によるバンド演奏が披露された。
なお、この特番放送時は、オープニングが元ネタの番組のオープニングとトップギアのオープニングを合体させたパロディオープニングが使用される。
- TopGear・冬季オリンピック

プレゼンター3人がリレハンメル（ノルウェー。1994年の冬季オリンピック会場）に行き、自動車でウィンタースポーツを行うというスペシャル企画。第7シリーズと第8シリーズの間に放送された。
歴史の項目にある「リチャード・ハモンド対シトロエンC1」「ランサーWRC対ボブスレー」はこのスペシャルで行われた。その他、「ボルボ・XC90とアウディ・Q7でバイアスロン対決」「ジャガー・XKでスピードスケートをし、エスキル・エルヴィクと勝負」「4WDのランドローバー・ディスカバリーと2WDのジャガー・XKで雪上走行対決」「スズキ・スイフトでアイスホッケー」「ローバー・ミニをスキージャンプさせろ」という「競技」が行われた。バイアスロンの射撃シーンでは、ジェレミーがH&K MP5サブマシンガンを乱射しているが、精密射撃場では認められない行為なので空砲にて射撃をしている。最後に大木が倒れるシーンがあるが、使用弾の9mmパラベラムでは数百発打ち込んでも倒れることはないので、特殊効果による爆破という演出である。
なお、一部の企画にはスケジュールの都合でリチャードが参加していない。
この回のエンディングスタッフロールは、北欧（ノルウェーの隣国スウェーデン）のバンド「ABBA」のメンバー名（Björn,Benny,Agnetha,Anni-Frid）を冠している。
- 世界最速のキャプテン・スロー（Series 9 Episode 2、Series 15 Episode 5）

世界最速の市販車として鳴り物入りで登場したブガッティ・ヴェイロン。番組にもたびたび登場していたが、ヴェイロンに「キャプテン・スロー」ことジェームズが乗り込んで、記録に挑む。ジェームズはドイツのエーラ・レッシェンにあるフォルクスワーゲンのテストコースでヴェイロンに乗り、407km/hの非公式記録を打ち立てた。
その後最速市販車の座はSSC・エアロに抜かれてしまう。ブガッティは最速市販車の座を奪還すべくヴェイロンの最新モデル「スーパースポーツ」を送り出してギネス記録に挑む。そして番組からは再びジェームズが送り込まれる。ジェームズはエアロのギネス記録を上回る417km/hを出し、一時的にキャプテン・スローの仇名を返上して「キャプテン・ファスト」となった。
なお、この後でブガッティのテストドライバーによって公式記録が計測され、2回の計測で427km/h、434km/hをそれぞれ記録。平均記録の431km/hが新たなギネス記録に認定されたことが番組で語られている。
- さよならラセッティ（Series 15 Episode 1）

第8シーズンでスズキ・リアナに代わって「有名人レース」に使用されるようになった「お買い得車」シボレー・ラセッティ。Series 15でキア・シードと交代して引退することになり、Top Gear的な「お別れ」がリチャードによって行われる。
リチャードは解体場で視聴者から寄せられた廃車予定のマツダ・323にまつわる一家の思い出話を紹介。番組におけるラセッティの思い出が流された後、「（あまりに過酷な扱いをされたので）転売することさえ出来ません」「マイケル・ガンボンのタイヤをカーペットの下地にリサイクルするなんて出来ない」と、煙突の爆破解体に巻き込んで押しつぶし、廃車処分した。
- 裏切り者のスティグ（Series 15 Episode 7）

このエピソードでは、スタジオにいつも掛けられているホワイトスティグのタペストリーが外されており、ニュースコーナーで「スティグがいなくなったのでラップタイム計測が出来ない」と、スティグの失踪を匂わせる説明がなされる（詳細な事情はザ・スティグの項を参照されたい）。その後、ジェレミー達3人がアメリカ東海岸でスーパーカーをドライブした企画の模様が描かれ、その中の「車を走らせながら的を銃撃する」という挑戦のターゲットにスティグの写真が使われた。トークシーンでも「奴の本名はイスカリオテのユダだ」などとこき下ろしたり、当日のゲストのダニー・ボイルがティフ・ニーデルの指導でウェット路面最速ラップを刻んだのにちなみ「今までの彼（スティグ）の教えは何だったのか」と難癖をつけたりと、スティグに対する相当な嫌味が飛び出したエピソードとなった。
- トップギア鉄道（Series 17 Episode 4）

「How hard can it be?」のチャレンジ。鉄道の料金の高さに辟易した3人が「自動車を車両にそのまま使えば客車などの開発費も抑えられ、料金も安くできる」として、ジャガー・XJSのタイヤを鉄道用の車輪に交換して線路を試走。しかし、客車としてキャラバン車を繋いだ段階で走れなくなってしまい、ここで「快適さ重視」のジェームズ&リチャードと「速さ重視」のジェレミーの2派に意見が割れてしまった。その後、ジェームズ&リチャードは先頭車両をアウディ・S8に変えてキャラバン車を4両繋いだ旅客列車を、ジェレミーはXJSの後ろにトロッコ状態の客車を1両繋いだ「スポーツトレイン」こと「TGV12」をそれぞれ制作し、鉄道関係者や業界の重鎮を招いて審査を受けることに。しかしながら、騒音や振動の対策を何ら施していなかったために両者とも散々な評価を下された。
- ジェームズ・ボンド50周年スペシャル（Top Gear: 50 Years of Bond Cars）

映画『007』シリーズの第1作『007 ドクター・ノオ』の公開から50年が経過した2012年10月に放送。007シリーズを主にボンドカーの切り口から評価し、過去作の監督・出演者等に対しカースタントの裏話に関するインタビューを行ったほか、放送時点の最新作『007 スカイフォール』の撮影現場ルポ、『007 私を愛したスパイ』に登場したロータス・エスプリ同様の潜水機能を持つ車の改造に挑戦する（種車はロータス・エクセル）などの企画が行われた。
なお、レギュラー出演者のうち本企画に出演するのはリチャードのみ。

## テーマ曲
トップギアはオールマン・ブラザーズ・バンドのヒット曲、「ジェシカ」をテーマ曲に使い続けてきた。初期の番組ではオールマン・ブラザーズによる原曲の一部をそのまま使っていたが、後にカバー版を使用するようになった。過去には、エルトン・ジョンの「Out of the Blue」をエンディング曲として使用していたこともある。
シリーズ6・エピソード11において、ジェームズはテーマ曲をエンジン音のサンプリングによって再現し、その回のエンディング曲として用いた。
なお、テーマ曲ではないが特攻野郎AチームのオープニングがしばしばBGMに使われる。

## 評論
番組初期には常識的なレビューだったが、リニューアル後には歴史の項で記した実験的企画のようなものが多くなった。
- ボクスホール（オペル）・シグナムの評論では「この車は後席の快適性が特徴である」ということから、モップやロープを使って後部座席から操縦できるようにし、ジェレミーが後部座席に座ってそれらを用いて実際に運転した。もちろんまともに運転できるわけもなく、路外にはみ出してしまった。嘘か本当かは分からないがその際に車をぶつけてしまい、ボクスホールから修理の請求書が来たという。

- シトロエン・C6では「同じシトロエンのハイドロニューマチック車であるDSが、かつて競馬の実況中継で使われていた」ということから、C6もDS同様にカメラを搭載して馬と併走する中継を行い、同じくカメラを搭載したBMW・5シリーズとの比較を行った。C6はそのサスペンションを活かして泥でデコボコした道でも安定した撮影を行うことに成功したが、BMWは地面のデコボコでボディが揺すられて画像がブレてしまい、結果としてC6の勝利となった。

TopGearテストトラック

このように変わったものが多いのだが、飛行場に設置されているTopGearテストトラックを使った走行テストや一般道での試乗など、ごく常識的な評論もあるが、試乗中に毒舌のジョークを言うのが定番となっている。
また車の性能だけでなく乗っている人間やメーカーに対するイメージにも毒舌が発揮される。

## 本国での放送
日曜日の夜にBBC2上で初回が放送され、木曜日の午後に再放送されている。BBC2の番組では断トツの人気を誇る。それ以上の再放送 （再編集版）は UKTV People で見ることができる。また、DVDやBlu-Rayも各コーナーやスペシャルごとに発売されている。

## 日本での放送

### CS放送
日本では BBC ワールドの放送開始以来、30分間の再編集版（同時通訳）を専門番組として放送を行っていた。（2007年1月 - 3月にかけて「トップ・ギア スペシャル」と題し過去の総集編を放送したのが当チャンネルでの最後のトップ・ギアの放送となった）。また、BBC Japan がトップ・ギア・エクストラ（日本語字幕付き）として1時間の専門番組を放送していたが、BBC JAPAN自体が閉局してしまった（なお、BBC JAPAN最後のプログラムが当番組であった）。
2008年4月より有料放送のチャンネル銀河において1時間枠・日本語字幕付きで放送が始まった。2005年に放送されたシリーズ6とシリーズ7、その総集編という構成で全20回の放送。前述のYahoo!動画と内容はほぼ同一である。その後2009年1月よりシリーズ8、9を2006/2007として放送し、2010年1月からはシリーズ10、11を2007/2008として放送。2011年2月からはシリーズ12を放送。2011年〜2012年で放送終了の模様。
2020年9月7日より有料放送のディスカバリーチャンネルにおいて、日本語字幕付きでシリーズ2から放送を開始している。

### BS放送
2010年4月2日からBSフジで放送が開始された。放送時間は毎週日曜23:00 - 翌0:00。それに先立ち、3月14日に2007年7月放送の「Polar Special（北極スペシャル）」の回が放送された。イギリスでの放送から数年経過後の放送（BBCによる海外向け販売番組用の再編集が行われている）であるため、ニュースコーナーは基本的にカットされている。またCMなしの1時間番組をCMありの1時間で放送しているため、スピードラップや有名人レースなどのコーナーなど細部がカットされる場合が多い。2015年10月4日のシリーズ22-7(23:00〜翌0:15),22-8(0:15〜1:40)の連続放送をもってレギュラー放送が終了した。
エピソードは、BSフジでは初放送となる過去エピソードから開始し、シリーズ18以降は過去エピソードの放送を中断し最新エピソードを本国から1〜2か月遅れで放送している。
2014年2月にシリーズ1を除く過去エピソードの放送が完了した。
- 2010年4月 - 2012年2月　シリーズ8〜11、シリーズ6〜7、シリーズ12〜17
- 2012年3月 - 2012年5月　シリーズ18（本国より2か月遅れ）
- 2012年6月 - 2012年11月　再放送
- 2012年12月 - 2013年3月　シリーズ2〜3
- 2013年4月 - 2013年5月　シリーズ19（本国より2か月遅れ）
- 2013年5月 - 2013年7月　シリーズ3
- 2013年8月 - 2013年9月　シリーズ20（本国より1か月遅れ）
- 2013年9月 - 2014年2月　シリーズ4〜5
- 2014年2月 - 2014年3月　再放送（シリーズ20）
- 2014年4月 - 2014年5月　シリーズ21（本国より2か月遅れ）
- 2014年5月 - 2015年6月　再放送（シリーズ13〜）
- 2015年7月 - 2015年10月　シリーズ22（本国より6か月遅れ）
- 2017年3月 - シリーズ23（本国より9か月遅れ）
- 2017年6月 - シリーズ24（本国より3か月遅れ）

放送リストは
2010年10月3日より放送時間が毎週日曜（毎週土曜深夜）0:00 - 1:00に移動。しばらく再放送はなくなっていたが、2011年1月16日分からは月曜日（日曜日深夜）3:00から再放送が再開された。2011年10月1日より放送時間が毎週土曜23:30 - 翌0:30に移動。2012年4月8日より放送時間が毎週日曜（毎週土曜深夜）1:00 - 2:00に移動。2013年4月1日より放送時間が毎週月曜23:00 - 翌0:00に移動。2014年10月より毎週日曜23時へ移動。2015年4月より毎週日曜23時30分へ移動。2015年10月4日放送終了。
その後再放送を挟んで、2017年3月6日よりシリーズ23の放送が開始。当初は月曜2:00からの放送だったが、4月からは1:30からに繰り上がる。
| BSフジ 土曜0時台（金曜深夜、2010.4.3 - 9.25）                           | BSフジ 土曜0時台（金曜深夜、2010.4.3 - 9.25） | BSフジ 土曜0時台（金曜深夜、2010.4.3 - 9.25）                             |
| 前番組                                                                  | 番組名                                        | 次番組                                                                    |
| ----------------------------------------------------------------------- | --------------------------------------------- | ------------------------------------------------------------------------- |
| BS☆フジイ                                                               | Top Gear                                      | テレビショッピング枠                                                      |
| BSフジ 日曜0時台（土曜深夜、2010.10.3 - 2011.9.25）                     |                                               |                                                                           |
| TV☆Lab                                                                  | Top Gear 【30分繰り上げて移動】               | アドリブアニメ研究所 ※0:30 - 0:55                                         |
| BSフジ 土曜23:30 - 翌0:30（2011.10.1 - 2012.3.17）                      |                                               |                                                                           |
| あの時、この曲 ※23:30 - 23:55                                           | Top Gear                                      | 3D☆3D ※23:30 - 翌0:00小山薫堂 東京会議 ※翌0:00 - 0:30                     |
| BSフジ 日曜1時台（土曜深夜、2012.4.8 - 2013.3.31）                      |                                               |                                                                           |
| 単発枠 ※1:00 - 1:30ノイタミナ前半枠 ※1:30 - 2:00 【30分繰り下げて移動】 | Top Gear                                      | MUSIC:S                                                                   |
| BSフジ 月曜23時台（2013.4.1 - 2014.9.29）                               |                                               |                                                                           |
| ドラマ再放送枠                                                          | Top Gear                                      | PERSON of INTEREST 犯罪予知ユニット                                       |
| BSフジ 日曜23時台（2014.10.5 - 2015.3.22）                              |                                               |                                                                           |
| 幼獣マメシバ 望郷篇 ※23:00 - 23:30東北魂TV ※23:30 - 23:55               | Top Gear                                      | 猫侍SEASON2 ※23:00 - 23:30Top Gear ※23:30 - 翌0:30 【30分繰り下げて継続】 |
| BSフジ 日曜23:30 - 翌0:30枠（2015.4.5 - 10.4）                          |                                               |                                                                           |
| Top Gear【30分繰り下げ】                                                | Top Gear                                      | -                                                                         |
| BSフジ 月曜2:00 - 3:00（日曜深夜）枠（2017.3.6 - 3.27）                 |                                               |                                                                           |
| Top Gear シリーズ22(再)                                                 | Top Gear シリーズ23                           | Top Gear シリーズ23 【30分繰り上げ】                                      |
| BSフジ 月曜1:30 - 2:30（日曜深夜）枠 （2017.4.3 - ）                    |                                               |                                                                           |
| AKIBA'S TRIP -THE ANIMATION- （1:30 - 2:00。ここまでアニメ枠）          | Top Gear シリーズ23                           | -                                                                         |

### インターネット配信
2007年1月24日より、Yahoo! Japan の Yahoo!動画にて2005年にイギリスで放送された第6シリーズと第7シリーズがストリーミング配信された。これはイギリスで放送されていた番組とほぼ同一であるが、日本語字幕が付加され、前述の「Star in a Reasonably-Priced Car」のコーナーと各種応募先の告知がカットされていた。しかし、第7シリーズのロック歌手ジャスティン・ホーキンスのラップタイム収録とともに同コーナーもYahoo!動画版に収録されるようになった。
また、2008年3月31日から4月27日までグランツーリスモ5プロローグ内のGT-TVにおいて、第6シリーズのエピソード1が配信された。引き続き5月2日から5月29日までは同エピソード2が配信されている。これらはすべて日本語字幕付きである。その後有料配信となり、2009年1月30日までは第6シリーズ全11エピソード中エピソード3を除く10本を、その後2009年7月31日までは第10シリーズ全10エピソード中エピソード4を除く9本を、2009年12月末までは第11シリーズ全6本を1本あたり300円、28日の視聴期限付きという条件で配信していた。
2012年2月18日より、BBCとのコンテンツパートナー・パートナーシップ開始にともないHuluでの配信を開始した。
2012年8月24日にニコニコ動画に開設されたBBCのチャンネルにて、いくつかの放送が有料視聴できたが、BBCチャンネルの閉鎖に伴い2020年時点で視聴できなくなっている。
2020年7月24日より、Dplayにて配信を開始していたが、2021年1月4日のDplay終了にともない配信も終了した。
2021年現在、シーズン2～27がAmazon Prime Videoにて配信されている。

## 他国での放送

### BBC World News
以前はBBCワールドニュースにておおよそ30分から35分長の再編集版を放送していた（ただし冬季オリンピックスペシャルについては、毎正時のニュースを10分程度伝えた後約50分の番組として放送されている）。放送については平日を含めて1エピソードを週数回放送していた後、週末のみの放送に変更になっている。日本向けの放送にあたってはロンドンのスタッフによる日本語同時通訳が付けられて放送された。北米向けへは放送権の都合により放送されず別番組に差し替えられていた。2011年1月に同チャンネルでの放送は休止されその後終了の模様

### オーストラリア
オーストラリアのテレビ局 Special Broadcasting Service では2005年12月から自国内で始まるトップ・ギアの放送権を獲得し、独自の再編集版を放送している。また、オーストラリア独自製作の Top Gear Australia を、イギリス版に引き続き SBS にて放送中。オーストラリア版Top Gearは、イギリス版本家Top Gearの第16シリーズエピソード2で共演した。(なお、この回はオーストラリア版トップ・ギアでもシーズン4スペシャル内でオージー側の視点から本国版未公開シーンを含め放送された。)

### 北アメリカ
アメリカではディスカバリーチャンネルが放送していたが、未放送の期間を経て、現在はBBCアメリカで放送されている。
カナダの視聴者向けに、BBC Canada は本国イギリスのBBC Two上で放送しているオリジナル版をまもなく放送予定であると発表した。
また、2008年にアメリカの放送局 NBC が、BBC ワールドワイドの協力を得て製作されるアメリカ版(Top Gear (U.S. TV series))を放送予定だったが、歴史・ドキュメンタリー専門チャンネルのヒストリーに放送局を移すことになり、2010年11月に最初のエピソードが放送された（ただし、「ヒストリー」の日本版に当たるヒストリーチャンネルでの放送はされず、日本ではナショナルジオグラフィックチャンネルで放送される）。アメリカ版である「トップ・ギアUSA」のホストの一人は、本国版のシーズン22にゲスト出演している。

### ロシア
ロシアでも、「トップ・ギア」は有名チャンネルで放送されている。
また、この局では、BBCワールドワイド監修の元、ロシアフォーマットのロシア版「トップ・ギア」が製作された。（2009年放送）
ロシア版「トップ・ギア」のメインMCには、露版ザ・ウィーケスト・リンクを務めた人気司会者が起用された。オーストラリア版同様、スティグ(ロシアの従兄弟)も登場。有名人レースやニュースコーナー、クール・ウォール等、番組の人気コーナーまでそのまま踏襲している。
春と秋に分けて15回分のエピソードが放送され、番組は終了した。

### 韓国
ケーブルテレビ局のXTMで本国版が放送されている。また、
XTMではオーストラリア等に引き続き、BBCワールドワイド監修のもと韓国フォーマットの「トップ・ギアKOREA」を製作（2011年~）
。現在は第6シーズンまで放送されており、XTMのトップ番組となっている。

### 中東
TopGear・スペシャルの一つトップ・ギアの三賢者で、3人はシリアからイスラエルに入国することを考えたが、シリア経由でのイスラエル入国は禁止されている。滞在がニュースなどでバレても入国禁止になることが分かったが、「シリアなんかでトップギアが放映されているわけない」と3人は楽観的にシリアの繁華街に乗り込んだところ、地元の住民に囲まれ「トップ・ギアの撮影?」「写真撮っていい?」と住民は皆、携帯カメラで3人を撮り、ジェームズに至っては「“世界一遅い男”だ。よく来てくれたね」と言われる始末だった。このようにシリアでは何らかの形でのトップ・ギアの放映、またはDVDの販売、インターネット閲覧など、どのような形で国民に知られているかは不明だが、トップ・ギア認知度は充分あるということが判明した。

### その他
YouTube のTop Gear公式チャンネルにおいて、過去の放送分がコーナーごとに公開されており、誰でも自由に視聴することが可能である。またメイキング映像も公開されている。

## DVD
DVDは日本では2010年7月26日にサンプロス（三栄書房の子会社）から「Top Gear The Challenges 1」が発売。9月25日に第2巻、11月27日に第3巻が発売されている。いずれもテレビ放送同様の日本語字幕版で、チャンネル銀河やBSフジで放送されているものと内容はほぼ同じである（パッケージにはBSフジのロゴがBBCのロゴと並んで記載されている）。第1巻は第7・8シリーズ、第2巻は第10シリーズ、第3巻は第10〜12シリーズのチャレンジを収録している。2011年4月22日に第4巻、10月17日に第5巻が発売。
2013年8月より、BSフジでの放送時にはカットされた映像も収録したシリーズBOXのリリースが開始された。2013年8月にシリーズ19、2014年4月にシリーズ20が発売。
2014年2月より、グレートアドベンチャーシリーズのリリースが開始された。
- Challengeシリーズ
  - The Challenges1 2010年07月26日発売
  - The Challenges2 2010年09月25日発売
  - The Challenges3 2010年11月26日発売
  - The Challenges4 2011年04月22日発売
  - The Challenges5 2011年10月17日発売
  - The Challenges6 2012年08月02日発売
- BOND CARS SPECIAL 2013年03月08日発売（2013年10月25日までの期間限定販売）
- シリーズBOX
  - SERIES 19 コンプリート版 〜日本語字幕〜　2013年08月09日発売
  - SERIES 20 〜日本語字幕〜　2014年04月26日発売
- グレートアドベンチャーシリーズ
  - グレートアドベンチャー1 ポーラースペシャル　2014年02月26日発売
  - グレートアドベンチャー1 USスペシャル　2014年02月26日発売
  - グレートアドベンチャー2 ボツワナスペシャル　2014年03月26日発売
  - グレートアドベンチャー2 ベトナムスペシャル　2014年03月26日発売
  - グレートアドベンチャー3 南アメリカ・ルーマニア&ボンヒネル　2014年06月26日発売
  - グレートアドベンチャー4 中東・US&アルバニア　2014年07月26日発売
  - グレートアドベンチャー5 インド・イタリア　2014年08月26日発売

## 雑誌「トップ・ギア」
テレビ番組「トップ・ギア」から派生したメディアとして、自動車雑誌、「トップ・ギア（Top Gear）」がある。
1993年10月に、英国放送協会（BBC）の子会社であるBBCワールド社から発刊され、現在ではイギリスで最大の発行部数を持つ総合自動車雑誌となっている。刊行は月刊であり、一冊定価は3.95ポンド（創刊時から、2010年3月現在まで）。しばしばDVDやCD、玩具といった付録とともに販売されることでも知られる。また、ライセンス供与による同名の姉妹誌が、中国、韓国、シンガポールを含む世界10か国以上で刊行されている。
トップ・ギア・マガジン2013年1月31日発売号で、ジェレミー・クラークソンが"今まで運転した中で最高のクルマは「レクサス・LFA」だ" と告白した。

### カーオブザイヤー
毎年、その年のベストカーを選出している。
- 2004年:　日産・350Z
- 2005年:　トヨタ・アイゴ、ブガッティ・ヴェイロン
- 2006年:　ジャガー・XK
- 2007年:　フォード・モンデオ・スバル・レガシィアウトバック
- 2008年:　フォルクスワーゲン・シロッコ
- 2009年:　フェラーリ・458イタリア
- 2010年:　シトロエン・DS3
- 2011年:　ランドローバー・レンジローバーイヴォーク
- 2012年:　トヨタ・GT86

### スーパーカーオブザイヤー
毎年、その年のベストスーパーカーも選出している。
- 2006年:　フェラーリ・599GTBフィオラノ
- 2007年:　日産・GT-R
- 2008年:　シボレー・コルベット C6 ZR1
- 2009年:　フェラーリ・458イタリア
- 2010年:　ケーニグセグ・アゲーラ
- 2011年:　ランボルギーニ・アヴェンタドール
- 2012年:　フェラーリ・F12ベルリネッタ